# SpiderMonkey
SpiderMonkey（スパイダーモンキー）はFirefoxなどで使用されている世界初のJavaScriptエンジンである。ブレンダン・アイクがネットスケープコミュニケーションズで開発し、後にオープンソースとして公開され、2025年1月現在、Mozilla Foundation が保守している。

## 内部
SpiderMonkey はC言語で実装され、コンパイラ、インタプリタ、逆コンパイラ、ガベージコレクタ、標準クラス群などから成る。それ単体では Document Object Model (DOM) のようなホスト環境を提供しない。
SpiderMonkey およびそれと姉妹関係にある Rhino は、ECMAScript for XML (E4X) 標準をサポートしている。

## 応用
JavaScript のホスト環境を提供する他のアプリに組み込んで使用する。最も一般的なアプリケーションは Mozilla Firefox と Mozilla Application Suite / SeaMonkey であり、他にも Adobe Acrobat と Adobe Reader がある。さらに、Yahoo! Widgets や ウルティマオンラインのサーバエミュレータである UOX3 でもJavaScriptエンジンとして使っている。変わったところでは、オープンソースのロールプレイングゲーム設計支援ツールである Sphere でもJavaScriptエンジンとして使っている。また、SpiderMonkey の一部は、WineプロジェクトでJScript機能の実装に流用されている。

## TraceMonkey
Mozilla は SpiderMonkey に “Trace Trees” を使った最適化を行ってきた。2009年7月にリリースされた Firefox 3.5 では、この新たな最適化版を実装しており「場合によっては20%から40%の性能向上」になるという。Firefox 11 以降では使われていない。

## JägerMonkey
TraceMonkey を利用できないケースを高速化する Method JIT。アセンブラ部分は WebKit の SquirrelFish Extreme (Nitro) のものをベースとしている。Firefox 18 以降では IonMonkey にとって替わられ、さらにFirefox 83以降では WarpMonkey にとって替わられた。